# Lakeside (Ohio)
Lakeside é um lugar designado pelo censo localizado no condado de Ottawa no estado estadounidense de Ohio. No Censo de 2010 tinha uma população de 694 habitantes e uma densidade populacional de 389,47 pessoas por km².

## Geografia
Lakeside encontra-se localizado nas coordenadas 41° 32′ 27″ N, 82° 45′ 12″ O. Segundo o Departamento do Censo dos Estados Unidos, Lakeside tem uma superfície total de 1.78 km², da qual 1.78 km² correspondem a terra firme e (0%) 0 km² é água.

## Demografia
Segundo o censo de 2010, tinha 694 pessoas residindo em Lakeside. A densidade populacional era de 389,47 hab./km². Dos 694 habitantes, Lakeside estava composto pelo 97.98% brancos, o 1.01% eram afroamericanos, o 0.14% eram amerindios, o 0.29% eram asiáticos, o 0% eram insulares do Pacífico, o 0.14% eram de outras raças e o 0.43% pertenciam a duas ou mais raças. Do total da população o 1.87% eram hispanos ou latinos de qualquer raça.